# Cas Cay
Cas Cay je nerazvijeni otok površine 0,2 km2 južno od Red Hooka na istočnoj strani Saint Thomasa na Američkim Djevičanskim otocima. Pod zaštitom je Ministarstva prirodnih resursa. Trajekti ovdje polaze iz marine Compass Point, istočno od Nadira.

## Opis
Cas Cay je tropski otok koji ima stotinu stopa visoko brdo s vrstama ptica kao što su Phaethon aethereus i Phaethon lepturus. Također je dom endemskih biljnih vrsta kao što su orhideje, tabebuia, gumbo-limbos, kao i Coccoloba uvifera, Hippomane mancinella i brojne mangrove. Dom je guštera iz porodice Dactyloidae, roda Ameiva i gekoni. Na otoku je također velika gustoća štakora (Rattus rattus). Ima lagunu mangrova i jedno je od najvećih područja mangrova na Djevičanskim otocima. Osim ekosustava mangrova, utočišta divljih životinja, prirodnog vrtloga i puhala, mnogi posjećuju otok zbog rekreacijskih aktivnosti kao što su ronjenje s disalicom, ronjenje s bocama, vožnja kajakom i promatranje ptica. Obližnji morski rezervat i utočište za divlje životinje Cas Cay-Mangrove Lagoon nalazi se u zaljevu Jersey, neposredno sjeverno od Cas Caya.

### Važno područje za ptice
Područje površine 225 ha, koje obuhvaća Cas Cay, susjedne otoke Bovoni Cay i Patricia Cay, zajedno s morskim rezervatom Mangrove Lagoon, BirdLife International je prepoznao kao važno područje za ptice (IBA) jer podržava populacije maloantilskog kolibrića(Eulampis holosericeus), zelenokrestog kolibrića (Orthorhyncus cristatus), ljuskastotrbog raznopojca (Margarops fuscatus) i maloantilskog sjemenara (Loxigilla noctis).